# Driencourt
Driencourt – miejscowość i gmina we Francji, w regionie Hauts-de-France, w departamencie Somma.
Według danych na rok 2011 gminę zamieszkiwały 94 osoby, a gęstość zaludnienia wynosiła 19 osób/km² (wśród 2293 gmin Pikardii Driencourt plasuje się na 919. miejscu pod względem liczby ludności, natomiast pod względem powierzchni na miejscu 886.).